# Olios sericeus
Olios sericeus är en spindelart som först beskrevs av Kroneberg 1875.  Olios sericeus ingår i släktet Olios och familjen jättekrabbspindlar. Inga underarter finns listade i Catalogue of Life.